# Тремор (альбом)
Тремор — другий студійний альбом українського рок-гурту FRANCO, випущений 30 листопада 2018 року. Однойменний сингл та кліп, відзнятий Віктором Придуваловим, був представлений місяцем раніше, 23 жовтня.

## Про альбом
За словами фронтмена гурту, Валентина Федишена, «Тремор» — це про наближення нервового зриву, а також про реальні чи видумані страхи, які опановують нас.
Запис альбому розпочався влітку 2017 року, та був закінчений одразу перед релізом, оскільки деякі пісні були перезаписані по декілька разів. В коментарях музичному інтернет-ресурсу Notatky лідер гурту розповів, що альбом «присвячений Таїні та концертному складу гурту зразка 2018 року».
4 березня на студії SoundPlant FRANCO відзняли сесію із трьох пісень. Дві з них з альбому Тремор («Рисові Поля», «Твої Правила») та нова пісня — «Ніч і Вино».

## Композиції
Автор музики і слів Валентин Федишен. 
| #     | Назва            | Тривалість |
| ----- | ---------------- | ---------- |
| 1.    | «Рисові Поля»    | 2:09       |
| 2.    | «Падав і Летів»  | 4:08       |
| 3.    | «Дай Мені Тепла» | 3:30       |
| 4.    | «Твої Правила»   | 4:19       |
| 5.    | «Пірс»           | 4:17       |
| 6.    | «До-мінор»       | 4:26       |
| 7.    | «Ніби Не Ясно»   | 3:44       |
| 8.    | «Тремор»         | 4:27       |
| 31:02 |                  |            |